# Carlos Porto Carreiro
Carlos Porto Carreiro (Recife,1865 - Rio de Janeiro, 1932) foi poeta, tradutor, diplomado em direito, professor, jornalista e membro-fundador da Academia Pernambucana de Letras, na qual ocupou a Cadeira n° 4, cujo patrono é Vigário Barreto.

## Obras
- Às crianças, poesia, 1883.
- Ritmos, poesia, 1893.
- Lições de economia política e noções de finanças, data desconhecida, 2ª ed. 1931.

## Traduções
- A primeira tradução de Cyrano de Bergerac foi realizada por Carlos da Costa Ferreira Porto Carreiro, por volta de 1907, quando foi lançado o livro pelo editor J. Ribeiro dos Santos, no Rio de Janeiro. A J. Ribeiro dos Santos lançou outras edições, em 1912 e 1922[1]. Em maio de 1976, a Abril S. A. Cultural e Industrial lançou, na sua “Coleção Teatro Vivo”, uma 1ª edição de Cyrano de Bergerac, na tradução de Carlos Porto Carreiro[2].